# Ernst Sauermann
Ernst Eduard Friedrich Sauermann (* 9. März 1880 in Flensburg; † 28. Februar 1956 in Kiel) war ein deutscher Kunsthistoriker, Museumsdirektor und Provinzialkonservator.

## Leben und Wirken in Flensburg
Ernst Sauermann war ein Sohn des Möbelfabrikanten und Museumsdirektors Heinrich Sauermann (1842–1904) und dessen Ehefrau Marie,
geborene Hennings. Der Vater gründete eine Kunstgewerbeschule, in der sein Sohn früh mit Kunsttechniken in Berührung kam. Sauermann ging von 1892 bis 1899 an die Oberrealschule Flensburg und überlegte danach, unter anderem als Architekt zu arbeiten. Stattdessen legte er die Hochschulreife ab und studierte Kunstgeschichte und Archäologie an der Universität Berlin. Begleitend hierzu erhielt er Zeichenunterricht an der Königlichen Hochschule für Kunstgewerbe. Da ihm die Flensburger Schule keine ausreichenden Kenntnisse in Latein und Griechisch vermittelt hatte, besuchte Sauermann die Gelehrtenschule in Ratzeburg. Hier bestand er 1902 eine zusätzliche Prüfung in Klassischen Sprachen. Danach studierte er noch in Kiel und Heidelberg. Im Juni 1903 wurde er hier promoviert (Die mittelalterlichen Taufsteine der Provinz Schleswig-Holstein).
Direkt nach Studienende erhielt Sauermann eine Stelle als wissenschaftlicher Mitarbeiter am Kunstgewerbemuseum Flensburg unter Leitung seines Vaters. Im April 1904 wechselte er als wissenschaftlicher Assistent an das Museum für Kunst und Gewerbe Hamburg. Sein Vater starb überraschend, sodass Sauermann Anfang November desselben Jahres kommissarisch die Leitung des Flensburger Museums übernahm. Sauermann bezog die zuvor für seinen Vater errichtete Villa in der Friedrichstraße 41. Am 1. November 1906 wurde er zum Direktor und somit städtischem Beamten auf Lebenszeit ernannt. Sauermann erweiterte die Bestände des Museums und nahm sich insbesondere der Volkskunst an. Er richtete auch Ausstellungen zu modernem Kunstgewerbe, über das Handwerk und zeitgenössische bildende Werke aus. 1907 kuratierte er eine Ausstellung von Künstlern der Brücke und zeigte somit früh, dass er sich für den Expressionismus interessierte.
Bei den meisten Ausstellungen waren jedoch einheimische Künstler zu sehen, die so vor größerem Publikum ausstellen konnten.

## Wirken im Heimatschutz
Sauermann bemühte sich neben den Tätigkeiten im Museum, den Charakter des überlieferten Erscheinungsbildes von Dörfern und Kleinstädten Schleswig-Holsteins zu bewahren. Er engagierte sich in der Heimatschutzbewegung und gründete 1908 den Schleswig-Holsteinischen Landesverein für Heimatschutz mit. Von 1910 bis 1914 saß er im erweiterten Vereinsvorstand. Der Verein wollte zeitgenössische Bauformen mit herkömmlichen ländlichen Bauformen verbinden. Sauermann schrieb hierzu mehrere Publikationen über die Architektur Schleswig-Holsteins. Im Flensburger Museum war 1912 eine umfangreiche, von Sauermann entworfene Bauausstellung zu sehen. Hier zeigte er Fotos historischer Bauwerke und Impressionen von Orten. Hinzu kam eine Liste der gemäß den Wünschen des Heimatschutzes erbauten Häuser, die in dieser Form erstmals existierte.
Sauermann bemühte sich äußerst intensiv, handwerkliche Traditionen wiederzubeleben. Am 1. Oktober 1907 gründete er daher den Nordschleswigschen Verein für Hausweberei. Der Verein in Flensburg verfügte über eine Webschule, die eine Einführung über den Hamkensschen Webstuhl bot. Diese Schule existierte zehn Jahre  und wurde danach in ein Privatunternehmen umgewandelt.
In Flensburg übernahm Sauermann den Vorsitz des örtlichen Vereins für Kunst und Kunstgewerbe. Ab 1909 arbeitete er in der Provinzialkommission zur Förderung wissenschaftlicher, künstlerischer und kunstgewerblicher Bestrebungen, die festlegte, wie Gelder der Provinz aufgeteilt wurden.
Ab 1911 gab Sauermann jährlich den Schleswig-Holsteinischen Kunstkalender heraus. Dieser entwickelte sich in kurzer Zeit zur führenden Publikation im Bereich der Pflege von Kunst und Kultur der Region. Der Kalender enthielt Artikel zur aktuellen und historischen Architektur, zur Denkmalpflege und zum Heimatschutz hinzu kamen viele Texte mit Forschungsergebnissen zu volkskundlichen Traditionen und deren Belebung. Darüber hinaus behandelte der Kalender progressive Entwicklungen zeitgenössischer bildender Künstler. Ab 1918 erschien das Werk als Schleswig-Holsteinisches Jahrbuch.
Sauermann heiratete am 29. Juli 1916 in Eimsbüttel Maria Jürgensen (* 15. November 1886 in Eimsbüttel; † 4. Februar 1986 in Kiel). Ihr Vater arbeitete als Reeder und Kapitän. Das Ehepaar Sauermann hatte einen Sohn und drei Töchter.

## Wechsel nach Kiel
1920 übertrug Sauermann die Museumsleitung an Walter Heinrich Dammann. Ab dem 1. Juli desselben leitete er als Direktor das Kieler Thaulow-Museum. Er erweiterte dieses schrittweise zu einem Landesmuseum und gliederte eine Malerwerkstatt und Buchbinderei an. Er ordnete die Bibliothek und baute diese aus. 1921 eröffnete er einen neuen Lesesaal mit Fachliteratur. Außerdem kaufte er viele Werke heimischer Künstler, die das Bildarchiv deutlich erweiterten. Kulturgüter in bedeutender Anzahl kaufte er erst nach der Inflation an.
Als Sauermann seinen Dienst in Kiel antrat, tat er dies in einer Periode ständig wiederkehrender Auseinandersetzungen zwischen Deutschen und Dänen. Er selbst wurde stark politisch tätig und arbeitete im Museum im Sinne des Deutschtums völkischer Organe. Er leitete die Arbeit an Plänen, nach denen die kulturellen Arbeiten in der Provinz mit Grenzlandpolitik verknüpft werden sollte. Das Programm sah unter anderem vor, dass die Landeshalle, das Landesmuseum, das Denkmalamt und die Landesbibliothek in das Kieler Schloss ziehen sollten. Diese Vorhaben wurden zunächst nur teilweise realisiert.
1920 übernahm Sauermann auch den Vorsitz des Landesvereins für Heimatschutz. Im selben Jahr wurde er auch Vertrauensmann des Deutschen Werkbundes in Schleswig-Holstein. Am 1. Mai 1924 wurde er zum Provinzialkonservator ernannt. Wie sein Vorgänger Richard Haupt arbeitete er ehrenamtlich. Er schuf neue Prinzipien der Denkmalpflege und organisierte um. So ordnete er das Denkmalarchiv neu, richtete systematisch ein neues Aktenarchiv ein und baute die Bibliothek aus. 1927 erhielt er zwei festangestellte wissenschaftliche Mitarbeiter, eine Fotografin und eine Stenotypistin.
Während Sauermanns Dienstzeit kam es zu Instandsetzungen, die größtenteils pragmatisch ausgeführt wurden. Wichtig war das individuelle Bauwerk, das objektspezifisch konserviert oder wiederhergestellt wurde. Sauermann sprach sich dagegen aus, hier alle Denkmäler nach einer einheitlichen Methode zu bearbeiten. Er wollte möglichst vollständige Erscheinungsbilder und beabsichtigte, soweit möglich, den Ursprungszustand wieder zu erreichen. Dabei legte er Wert auf die Ganzheit des Denkmals. Sauermann traf seine Entscheidungen auf fundierten wissenschaftlichen Quellen. Er forderte immer, angemessene Materialien einzusetzen und mit alten Handwerkstechniken zu arbeiten. Bei Rekonstruktionen ging er überlegter als Richard Haupt vor. Grundsätzlich orientierte er sich mehr an qualitativ-künstlerischen Leitlinien. So nahm er bspw. bei Instandsetzungen Rücksicht auf Gegenwartskunst, was sein Vorgänger stets abgelehnt hatte.

## Zeit des Nationalsozialismus
Nach der Machtergreifung änderten sich Sauermanns Arbeiten sehr unterschiedlich. In der Denkmalpflege musste er nahezu keine Einschränkungen hinnehmen, als Vorsitzender des Landesvereins für Heimatschutz dagegen deutliche. Er ging mit der neuen Situation sehr divers und zwiespältig um. Auf der einen Seite konnte er sich dem System aufgrund seiner national deutsch-völkisch und politisch konservativen Einstellung nicht aktiv widersetzen. Auf der anderen Seite war er jedoch nicht bereit, alle Anweisungen der Regierenden bedingungslos hinzunehmen. Dies trat insbesondere dann zutage, wenn der ideologische Gehalt nicht den fachlichen Prinzipien entsprach.
Sauermann trat nicht in die Reichsschrifttumskammer ein. Da er inhaltliche Einschränkungen zu fürchten hatte, schrieb er deutlich weniger. Ab 1933 gab er kein Jahrbuch mehr heraus. Er setzte sich wiederholt offen für Ernst Barlach ein und geriet dadurch in stetige Auseinandersetzungen mit den Nationalsozialisten. Die größten Probleme hatte er mit Friedrich Knolle, der als späterer Gaukulturwart die Kieler Ortsgruppe des Kampfbundes für deutsche Kultur leitete. Mitte 1933 scheiterte Knolle mit dem Versuch, Sauermann den Vorsitz des Landesvereins für Heimatschutz zu nehmen. Knolle ging weiter gegen ihn vor, wodurch die Vereinstätigkeit zum Erliegen kam. Der Verein schloss sich dann 1939 mit dem Schleswig-Holsteinischen Heimatbund zusammen und existierte nicht mehr eigenständig.
Sauermann hatte größtenteils wenig Probleme mit den neuen Machthabern. Auf ausdrücklichen Wunsch der Provinzialverwaltung trat er am 1. Mai 1933 in die NSDAP ein. Der früher Zeitpunkt des Beitritts verhalf ihm zu einer recht gefestigten Position. Die neuen politischen Führer beurteilten ihn größtenteils als renommierten Experten und pflichtbewussten Angestellten, der seine Dienststelle korrekt leitete.
Die Nationalsozialisten nutzten im von Sauermann geleiteten Thaulow-Museum zumeist Ausstellung für propagandistische Zwecke. 1933 fanden hier mehrere Ausstellungen statt. Im Dezember eröffnete eine öffentlich zugängliche neue Abteilung „Schleswigsche Volkskunst“. 1935 erweiterte Sauermann die Bestände seiner Sammlung erneut deutlich. Er erwarb von der Provinz die Abteilung über Kunst- und Kulturgeschichte des Museums vorgeschichtlicher Altertümer und die Schleswigsche Sammlung mit historischen Objekten und baute sie in das Thaulow-Museum ein.
Im Bereich der Denkmalpflege änderte sich inhaltlich nichts an Sauermanns Arbeit. Die personelle und finanzielle Situation verbesserte sich schrittweise. Dank einer Förderung der Notgemeinschaft der deutschen Wissenschaft konnte er die Bestände der Bau- und Kunstdenkmäler im Deutschen Reich schneller erfassen. 1939 waren diese Arbeiten in Schleswig-Holstein fast komplett erledigt. Publikationen hierüber erschienen jedoch nur teilweise.
Ab 1936 verbesserte sich die Arbeit der Denkmalpflege aufgrund erhöhter Budgets teilweise signifikant, sodass viele Instandsetzungen ausgeführt wurden. Teilweise geriet Sauermann dabei in Konflikte mit der Ideologie der Nationalsozialisten, konnte aber seine Standpunkte durchsetzen. So sollte 1934 an einem von einem Altar der Stadtkirche von Oldenburg in Holstein das „Auge Gottes“ und die Inschrift „Jehova“ beseitigt werden. Sauermann widersetzte sich dem Ansinnen erfolgreich. Darüber hinaus gelang es ihm, die Umbauten des Plöner Schlosses zu einer Erziehungsanstalt und des Herrenhauses Borstel zu einem Schulungslager des weiblichen Reichsarbeitsdienstes im Sinne der Denkmalpflege zu beeinflussen.
Das Groß-Hamburg-Gesetz von 1937 änderte Sauermanns Tätigkeit als Provinzialkonservator am deutlichsten. Er musste Zuständigkeitsbereiche wie Altona und Wandsbek abgeben, die Hamburg angegliedert wurden. Im Gegenzug erhielt er die Aufsicht über die Gebiete des vorherigen Fürstentums Lübeck und die Stadt Lübeck selbst.

## Zweiter Weltkrieg und Dienstende

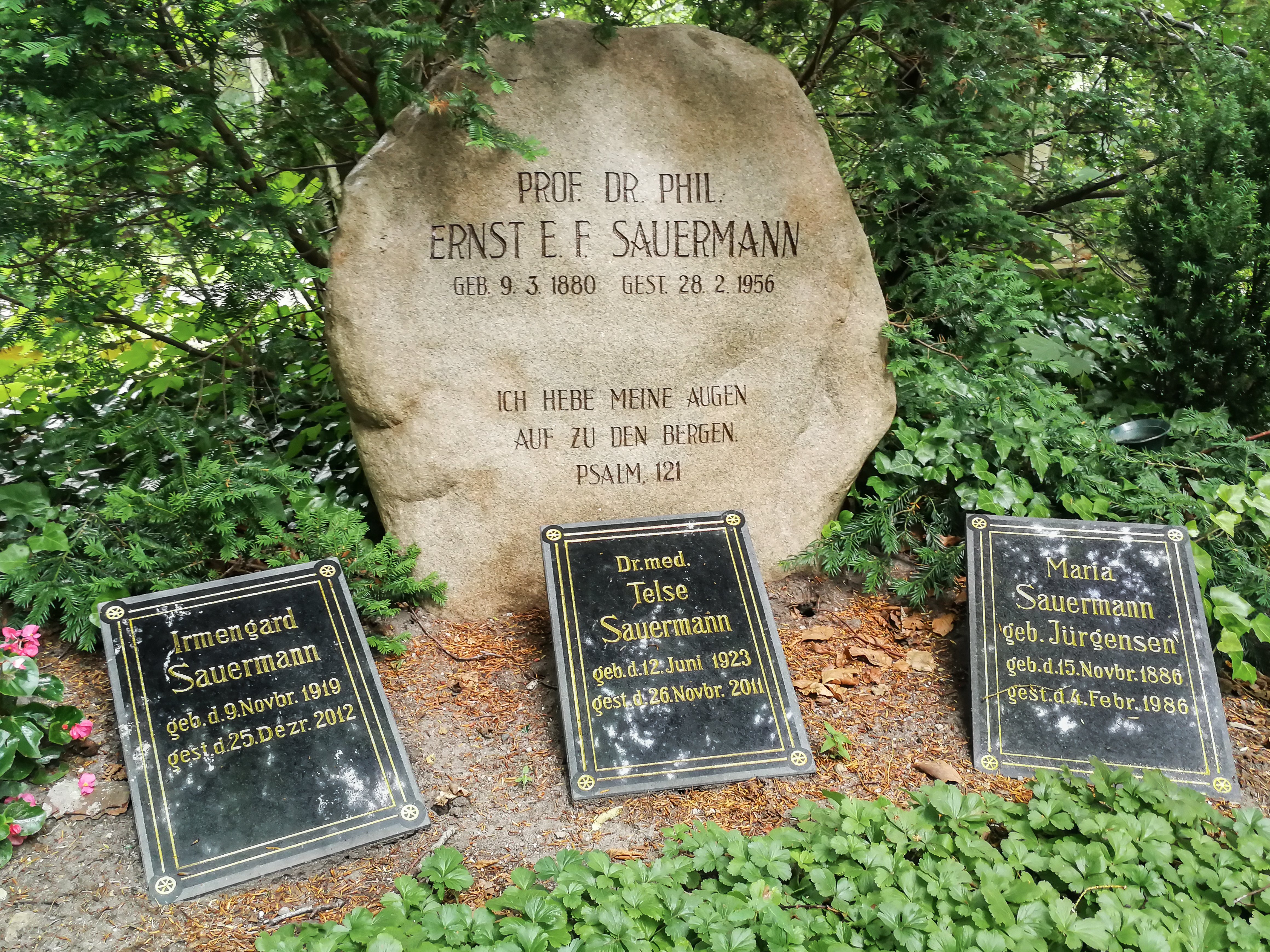
Grabstätte der Sauermanns auf dem Mühlenfriedhof (2021)

Nach Kriegsbeginn musste Sauermann seine Arbeiten als Museumsleiter und Konservator deutlich einschränken und verlagern. Er musste nun insbesondere Maßnahmen für Schutz der Denkmäler gegen Feuer und Luftangriffe überwachen. 1940 übernahm er die Aufsicht über freiwillige Materialspenden in Schleswig-Holstein. Somit sollen wertvolle Kunstgüter vor der Zerstörung geschützt werden. Im Januar übernahm er außerdem die Oberleitung für die Inventarisierung von Glocken, die im Deutschen Reich und besetzten Region konfisziert wurden. Sauermann sollte festhalten, welche Glocken nach Hamburg geschickt wurden, um sie dort einzuschmelzen. Die bedeutendsten Exemplare sollte er hiervor bewahren. Gemeinsam mit zumeist weiblichen Helferinnen erstellte er Dokumente, aus denen später das Deutsche Glockenarchiv entstand.
Aufgrund zunehmender Luftangriffe auf Kiel musste das Thaulow-Museum evakuiert werde. Die gesammelten Werke gingen Ende 1941 auf das Gut Güldenstein. Sauermanns Dienststelle und sämtliche Akten der Verwaltung sowie das Fotoarchiv zogen im Herbst 1942 nach Malente und blieben dort sieben Jahre lang. Sauermann wohnte während dieser Zeit gemeinsam mit seiner Familie dort.
Nach Kriegsende bestätigte die britische Militärregierung Sauermann am 25. September 1945 in allen Positionen. Danach konnte nur unter äußerst schwierigen Bedingungen fachlich tätig werden. Er beschäftigte sich hauptsächlich damit, Glocken zurückzuführen, die in Hamburg noch unversehrt existierten. Er wurde auch wieder politisch aktiv, insbesondere im Bereich des Schleswigschen Volkstums. Er geriet in Konflikt mit der Landesregierung bzgl. seiner Besoldung und trat im Herbst 1947 von allen Ämtern zurück. Sein Nachfolger als Landeskonservator wurde Peter Hirschfeld.
Am 30. September 1947 wurde Sauermann in den Ruhestand versetzt. Danach arbeitete er weiter als Berater in kulturellen Angelegenheiten, insbesondere bei der Gestaltung des Gottorfer Schlosses zu einem Landesmuseum. Darüber hinaus schrieb er erneut Aufsätze. 1950 verlegte er den Wohnsitz seiner Familie wieder nach Kiel.
Sauermann wurde auf dem Mühlenfriedhof in Flensburg begraben.

## Ehrungen
- 1917 bekam Sauermann das Verdienstkreuz für Kriegshilfe verliehen.
- Die Gesellschaft für Schleswig-Holsteinische Geschichte ernannte ihn 1933 zum Ehrenmitglied.
- 1945 erhielt er das Kriegsverdienstkreuz 2. Klasse.
- Die Universität Kiel ernannte ihn 1947 zum Professor.
- Sauermann war Träger des Verdienstkreuzes (Steckkreuz) des Verdienstordens der Bundesrepublik Deutschland.

## Veröffentlichungen (Auswahl)
- Die mittelalterlichen Taufsteine der Provinz Schleswig-Holstein. Nöhring, Lübeck 1904 (Heidelberg, Univ., Phil. Diss. 1904).
- Führer durch das Kunstgewerbe-Museum der Stadt Flensburg. Flensburg 1906.
- Hrsg.: Schleswig'sche Beiderwand: Eine Sammlung von Geweben zeitloser und zeitgeistiger Art des 18. Jahrhunderts; Aus dem Bestande des Flensburger Kunstgewerbe-Museums und aus dem Besitze des Herrn E. Kallsen in Flensburg. Keller, Frankfurt a. M. 1909.
- Hrsg.: Handwerkliche Schnitzereien des XVI. und XVII. Jahrhunderts aus Schleswig-Holstein. Keller, Frankfurt a. M. 1909.
- Hrsg.: Alt-Schleswig-Holstein und die Freie und Hansestadt Lübeck: heimische Bau- und Raumkunst aus 5 Jahrhunderten. Verlag für Kunstwissenschaft, Berlin 1911.
- Zur heimischen Architektur. In: Schleswig-holsteinischer Kunstkalender, 1912, S. 86–88 (Digitalisat).
- Ein altes und ein neues Werk der Malerei auf dem Gebiet der kirchlichen Kunst. In: Schleswig-holsteinischer Kunstkalender, 1913, S. 61–72 (Digitalisat).
- August Wilckens. In: Schleswig-holsteinischer Kunstkalender, 1915, S. 17–23 (Digitalisat).
- Das Alt-Flensburger Haus. In: Schleswig-holsteinischer Kunstkalender, 1915, S. 50–63 (Digitalisat).
- Ueber Arbeiten der Bildwirker in Schleswig-Holstein. In: Schleswig-holsteinischer Kunstkalender, 1916, S. 60–70 (Digitalisat).
- Carl Ludwig Jessen, Deezbüll. In: Schleswig-Holsteinisches Jahrbuch (1918/1919), S. 44–54.
- Bericht über die Tätigkeit des Kunstgewerbe-Museums der Stadt Flensburg vom 1. August 1914 bis 1. August 1918. In: Schleswig-Holsteinisches Jahrbuch (1918/1919), S. 58–67.
- Die während der Kriegsjahre 1914–1918 in Schleswig-Holstein aufgeführten Neubauten. In: Schleswig-Holsteinisches Jahrbuch (1918/1919), S. 89–91.
- Staatliche Kunst- und Denkmalpflege.  In: Schleswig-Holsteinisches Jahrbuch (1918/1919), S. 95.
- Die Wandmalereien von Professor A. Wilckens in der Kirche zu Starup. In: Schleswig-holsteinischer Kunstkalender (1920), S. 80–88.
- Zum Geleit! In: Schleswig-holsteinisches Jahrbuch (1921), S. 2f.
- Stilkunst und Volkskunst in der nordschleswigschen Hausausstattung. In: Schleswig-Holsteinisches Jahrbuch (1921), S. 94–108.
- Aus nordfriesischen Wohnräumen des 16. Jahrhunderts. In: Schleswig-Holsteinisches Jahrbuch (1922), S. 83–95.
- Führer durch die im Anhang gezeigten Denkmäler aus dem alten Dithmarschen. In: Schleswig-Holsteinisches Jahrbuch (1923), S. 124–128.
- Hrsg.: Dithmarschen: ein Heimatbuch. Hartung, Hamburg u. a. 1923.
- Führer durch die im Anhang gezeigten Denkmäler aus dem alten Schleswig. In: Schleswig-Holsteinisches Jahrbuch (1924), S. 109–116, Tafel I–XX.
- Neue Wege. In: Schleswig-Holsteinisches Jahrbuch. Bd. 15/16 (1925/1926), S. 105–108.
- Zum Geleit. In: Schleswig-Holsteinisches Jahrbuch. Bd. 17 (1927), vor S. 1.
- Die Neubauten im Sönke-Nissen-Koog und der Schleswig-Holsteinische Landesverein für Heimatschutz. In: Schleswig-Holsteinisches Jahrbuch. Bd. 17 (1927), S. 39–52.
- Glockenwanderung in Schleswig-Holstein. In: Fritz Hähnsen Hr105.108 Aus Schleswig-Holsteins Geschichte und Gegenwart: eine Aufsatzsammlung als Festschrift für Volquart Pauls. Wachholtz, Neumünster 1950, S. 19–37.
- Die deutsche Glocke und ihr Schicksal im Krieg. In: Deutsche Kunst und Denkmalpflege, Bd. 46 (1952), S. 14–32.